# Baexem
Baexem (Limburgs: Boaksum/Boakse) is een kerkdorp gelegen in Midden-Limburg in de Nederlandse gemeente Leudal. Het dorp heeft 2.650 inwoners.

## Ligging en oriëntatie
Baexem ligt aan de provinciale weg N280, die de steden Weert en Roermond met elkaar verbindt. Het is een woonkern die qua werkgelegenheid en voor een aantal voorzieningen georiënteerd is op het nabijgelegen Heythuysen en Roermond, en qua (middelbaar) onderwijs op Heythuysen en Horn.

## Etymologie
Voor de betekenis van de naam Baexem worden twee opties gegeven: 
1. Het zou afkomstig zijn van het Nederduitse Bax-heim, dat woonplaats van de krijgers betekent.
2. Het zou afkomstig zijn van Bach-heim, dat woonplaats tussen de beken betekent. Deze laatste optie lijkt het meest voor de hand liggend daar Baexem tussen twee beken gebouwd is: de Tungelroyse Beek en de Haelense Beek.

## Geschiedenis
In 1244 werd Baexem voor het eerst schriftelijk vermeld. Er was een kasteel. Van de middeleeuwen tot 1795 was Baexem onderdeel van het onafhankelijke abdijvorstendom Thorn. Reeds in 1485 was er sprake van een onafhankelijke parochiekerk. In 1872 vestigden zich de Jezuïeten in Baexem. 
Van 1795 tot 1991 was Baexem een zelfstandige gemeente. In de 19e eeuw werd om de wateroverlast in het gebied te beteugelen het waterschap Het Land van Weert opgericht. 
Sinds 1991 behoorde Baexem tot de gemeente Heythuysen, sinds 1 januari 2007 met andere gemeenten gefuseerd tot de gemeente Leudal.
Het huidige dorp ontwikkelde zich vanuit twee kernen: Aan de noordzijde bij kerk en spoorlijn, waar zich ook het klooster Mariabosch bevindt; aan de zuidzijde langs de weg van Weert naar Roermond, welke in 1844 werd aangelegd. Hier vindt men ook een kasteel.

## Bezienswaardigheden

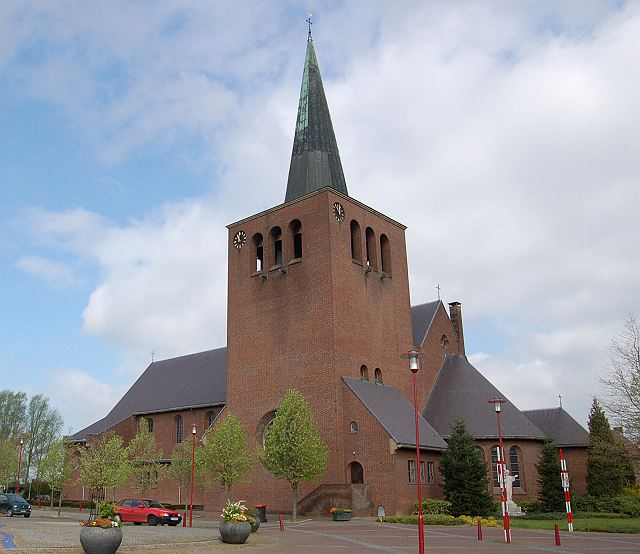
De Sint-Johannes de Doperkerk te Baexem

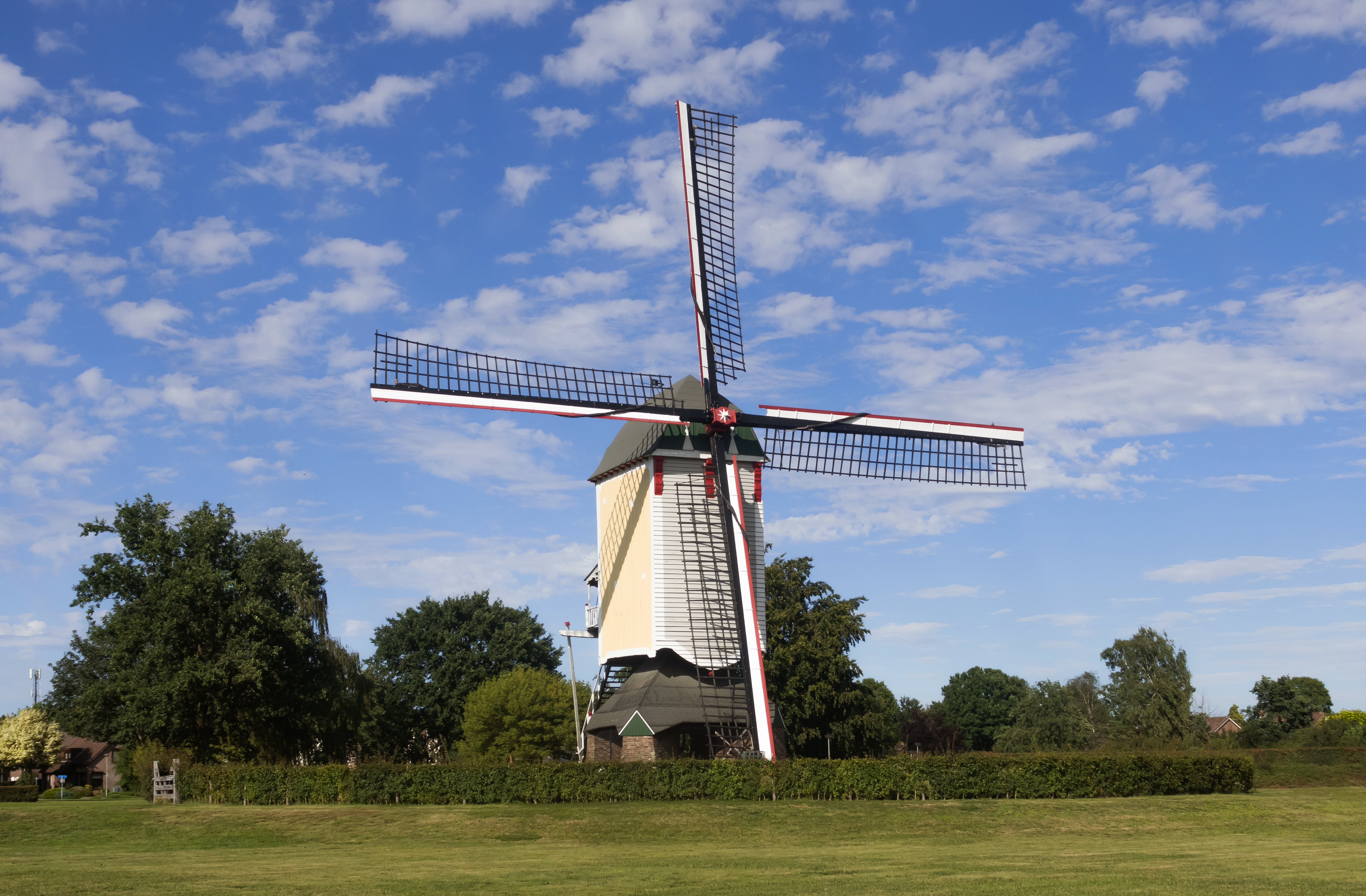
Windmolen de Aurora in Baexem

### Kastelen
- Kasteel Baexem
- Exaten, kasteel, later onder meer een klooster, met landgoed
- Baronsberg, een motte, waar mogelijk ooit een kasteel heeft gestaan.
- Aldenhoven (ook: Oude Hof of Ondenhof), aan Oudenhofweg 7, tegenwoordig een modern landhuis in traditionalistische stijl.

### Kerkelijke gebouwen
- De Johannes de Doperkerk, uit 1949-1950
- Kapellen:
  - Sint-Gabriëlkapel, betreedbare kapel, aan Leukerweg, uit 1923
  - Sint-Jozefkapel, wegkapelletje, aan Parallelweg nabij 3, uit 1923
  - Mariakapel, wegkapelletje, nabij Stapperstraat 4
- De Lourdesgrot aan de voet van de Baronsberg
- De Klockeberg, een terp die de locatie van de voormalige kerk was
- Klooster Mariabosch

### Overig
- Huize De Brias, aan Rijksweg 6, uit 1717, met een schouw uit de 16e eeuw.
- Windmolen Aurora, een standerdmolen uit 1845.
- Het voormalige treinstation (station Baexem-Heythuysen) is tegenwoordig in gebruik als woonhuis.

## Natuur en landschap
Baexem ligt in een ontginningsgebied op zandgrond, op een hoogte van ongeveer 28 meter. In het noorden wordt het grondgebied begrensd door de Tungelroyse Beek, die in oostelijke richting stroomt. Ten zuiden van Baexem loopt de Haelense Beek, in zuidoostelijke richting. Vanuit het zuidwesten komen kleinere waterlopen als Rijdt, Vogelsven en Leemskuilen bijeen om ten noorden van Baexem in de Tungelroyse Beek uit te monden.
Het belangrijkste natuurgebied ligt in het noordwesten van het grondgebied en betreft Bergheide en Weyerbroek, respectievelijk een naaldbos met heiderestanten en een broekbosje.

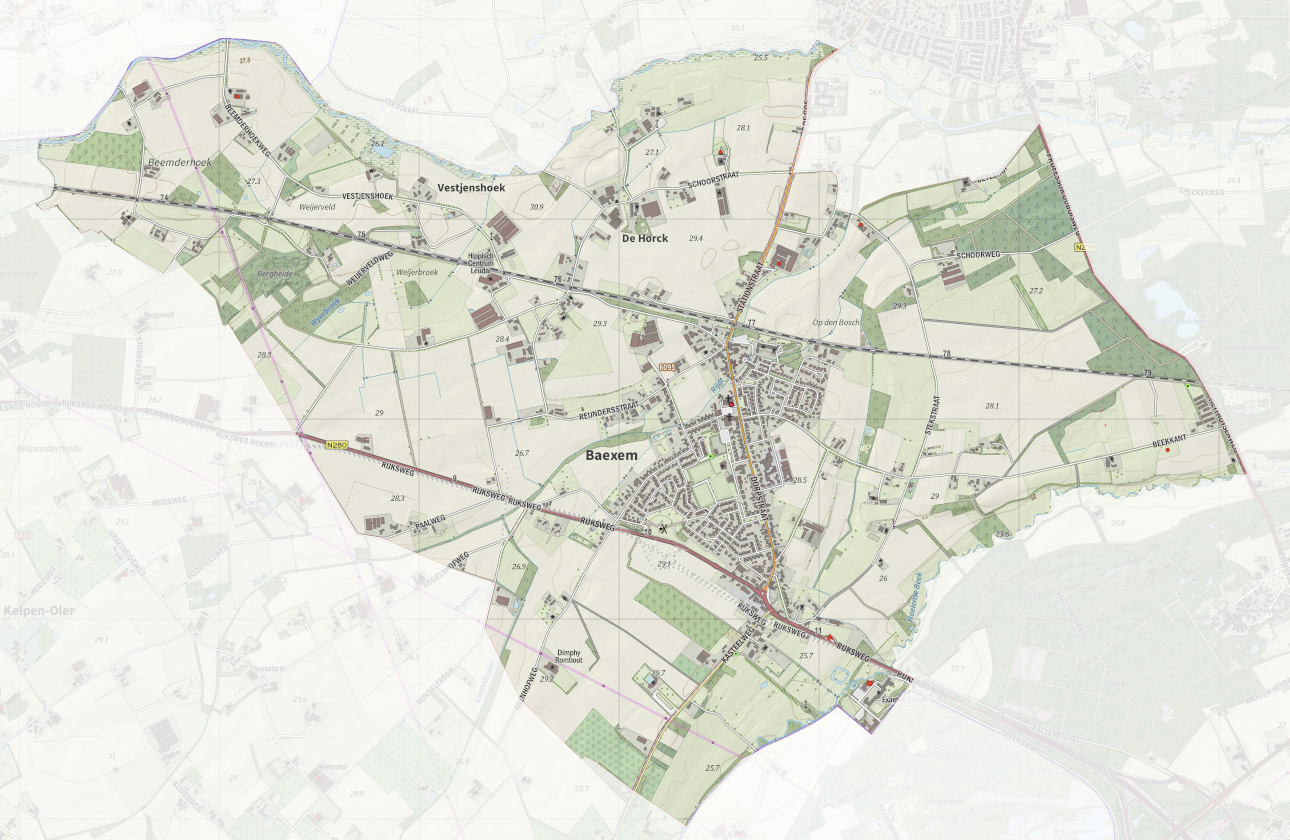
Kaart van Baexem (2022)

In de directe omgeving zijn belangrijke natuurgebieden, zoals Leudal, landgoed De Bedelaar, en landgoed Exaten.

## Geboren
- Hubert Cuypers, organist, dirigent en componist
- Leo Kierkels, rooms-katholiek geestelijke

## Nabijgelegen kernen
Heythuysen, Horn, Grathem, Kelpen-Oler, Leveroy